# كأس ملك إسبانيا 1954
كأس ملك إسبانيا 1954 (بالإسبانية: Copa del Generalísimo de fútbol 1954)‏ هو الموسم 50 من كأس ملك إسبانيا. أقيم خلال الفترة 2 مايو 1954 وحتى 20 يونيو 1954، وأشرف على تنظيمه الاتحاد الملكي الإسباني لكرة القدم، وكان عدد الأندية المشاركة فيه 14، وفاز فيه نادي فالنسيا.